# 张明杰 (1966年)
张明杰（1966年9月—），男，浙江宁波人，中国结构生物学家，现任香港科技大学生命科學部講座教授。他的主要研究方向是参与突触信号传导和细胞极性调控过程的各类复合物的构架、组装、转运等的分子机制；主要研究手段包括X射线晶体学和NMR。他所领导完成的“构建神经系统信号传导复合体的结构基础”项目获得2006年度国家自然科学奖二等奖。他也是中国科学院海外評審專家（2005年）之一。他與其團體在有關肌動蛋白7a的突變如何導致先天性失聰及失明的研究刊載於頂尖學術期刊科學上。

## 生平
1988年毕业于复旦大学化学专业学士，1993年毕业于卡爾加里大學生物化学博士。2014年2月21日，欧美同学会·中国留学人员联谊会第七届理事会第一次会议召开，选举其出任第七届理事会副秘书长。
2020年12月4日，张明杰出任南方科技大学生命科学院首任院长。

## 奖项和荣誉
- 2002年：海外杰出青年基金奖
- 2003年：裘搓基金会裘搓研究员奖（Croucher Foundation Senior Research Felloward）
- 2006年：国家自然科学奖二等奖
- 2011年：获选中国科学院院士